# .500/465 Nitro Express
El .500/465 Nitro Express es un cartucho metálico de caza mayor desarrollado por Holland & Holland e introducido en 1907, para ser usado en rifles dobles y de un solo tiro.

## Desarrollo
El .500/465 Nitro Express es uno de los varios calibres (incluyendo el .470 Nitro Expresas, .475 Nitro Express, .475 No. 2 Nitro Express y .476 Nitro Express) desarrollados para sustituir al .500/450 Nitro Express debido a las regulaciones de las autoridades británicas que prohibieron el uso de munición calibre .450 en 1907 en India y el Sudán.
Holland & Holland desarrolló el .500/465 Nitro Express ajustando el cuello del casquillo del .500 Nitro Express 3¼.

## Características
El .465/500 NE carga 75 granos de cordita para disparar un proyectil de 480 granos a 2,000 pies por segundo y el casquillo estuvo desarrollado para ser usado en rifles dobles. Caracetrísticas que lo volvieron extremamente popular en la índia y el África', para la caza de animales como el búfalo del cabo, rinoceronte y elefante africano, al punto que compañías como Eley y Kynoch lo empezaron a producir
Kynoch lista una velocidad inicial de 2,115 pies por segundo con un proyectil de 480 granos, que genera una energía de 4930 lb/pie